# Старокарагушево
Старокарагу́шево (рос. Старокарагушево, башк. Иҫке Ҡарағош) — присілок у складі Бураєвського району Башкортостану, Росія. Входить до складу Кашкалевської сільської ради.
Населення — 291 особа (2010; 373 у 2002).
Національний склад:
- башкири — 97 %